# Лінкольн (Массачусетс)
Лінкольн (англ. Lincoln) — місто (англ. town) в США, в окрузі Міддлсекс штату Массачусетс. Населення — 7014 особи (2020).

## Демографія
Згідно з переписом 2010 року, у місті мешкали 6362 особи в 2404 домогосподарствах у складі 1806 родин. Було 2617 помешкань
Расовий склад населення:
| - 86,1 % — білих - 5,5 % — азіатів - 4,0 % — чорних або афроамериканців - 0,2 % — корінних американців - 0,1 % — вихідців з тихоокеанських островів - 1,1 % — осіб інших рас |

До двох чи більше рас належало 3,1 %. Частка іспаномовних становила 5,0 % від усіх жителів.
За віковим діапазоном населення розподілялося таким чином: 28,1 % — особи молодші 18 років, 55,0 % — особи у віці 18—64 років, 16,9 % — особи у віці 65 років та старші. Медіана віку мешканця становила 43,4 року. На 100 осіб жіночої статі у місті припадало 92,0 чоловіків;  на 100 жінок у віці від 18 років та старших — 89,3 чоловіків також старших 18 років.
Середній дохід на одне домашнє господарство  становив 215 577 доларів США (медіана — 134 211), а середній дохід на одну сім'ю — 245 876 доларів (медіана — 161 875). Медіана доходів становила 116 583 долари для чоловіків та 83 750 доларів для жінок. За межею бідності перебувало 2,7 % осіб, у тому числі 2,2 % дітей у віці до 18 років та 3,8 % осіб у віці 65 років та старших.
Цивільне працевлаштоване населення становило 2752 особи. Основні галузі зайнятості: освіта, охорона здоров'я та соціальна допомога — 33,0 %, науковці, спеціалісти, менеджери — 24,5 %, фінанси, страхування та нерухомість — 11,1 %, виробництво — 7,4 %.